# ريتشارد إنرايت
ريتشارد إنرايت (بالإنجليزية: Richard Enright)‏ هو ضابط شرطة أمريكي، ولد في 30 أغسطس 1871 في كامبل في الولايات المتحدة، وتوفي في 4 سبتمبر 1953 في إيست ميدو في الولايات المتحدة.